# Jardin botanique de l'université d'Oxford
Le jardin botanique de l'université d'Oxford est un jardin botanique situé à Oxford, en Angleterre.
Fondé en 1621 en tant que jardin médicinal destiné à cultiver des plantes pour la recherche médicale, il s'agit du plus ancien jardin botanique de Grande-Bretagne et de l'un des plus anciens jardins scientifiques au monde. Il comprend plus de 6000 espèces de plantes sur une superficie de 1,8 hectare, ce qui fait de sa collection l'une des plus diversifiées par unité de surface ; par ailleurs, plus de 90 % des familles de plantes vasculaires y sont représentées.
Le directeur (Horti Praefectus) actuel du jardin est Simon Hiscock, en poste depuis 2015. Il a succédé à Timothy Walker (en), qui assumait cette charge depuis 1988.
L'arboretum de Harcourt (en), à une dizaine de kilomètres au sud d'Oxford, dépend du jardin botanique.

## Histoire

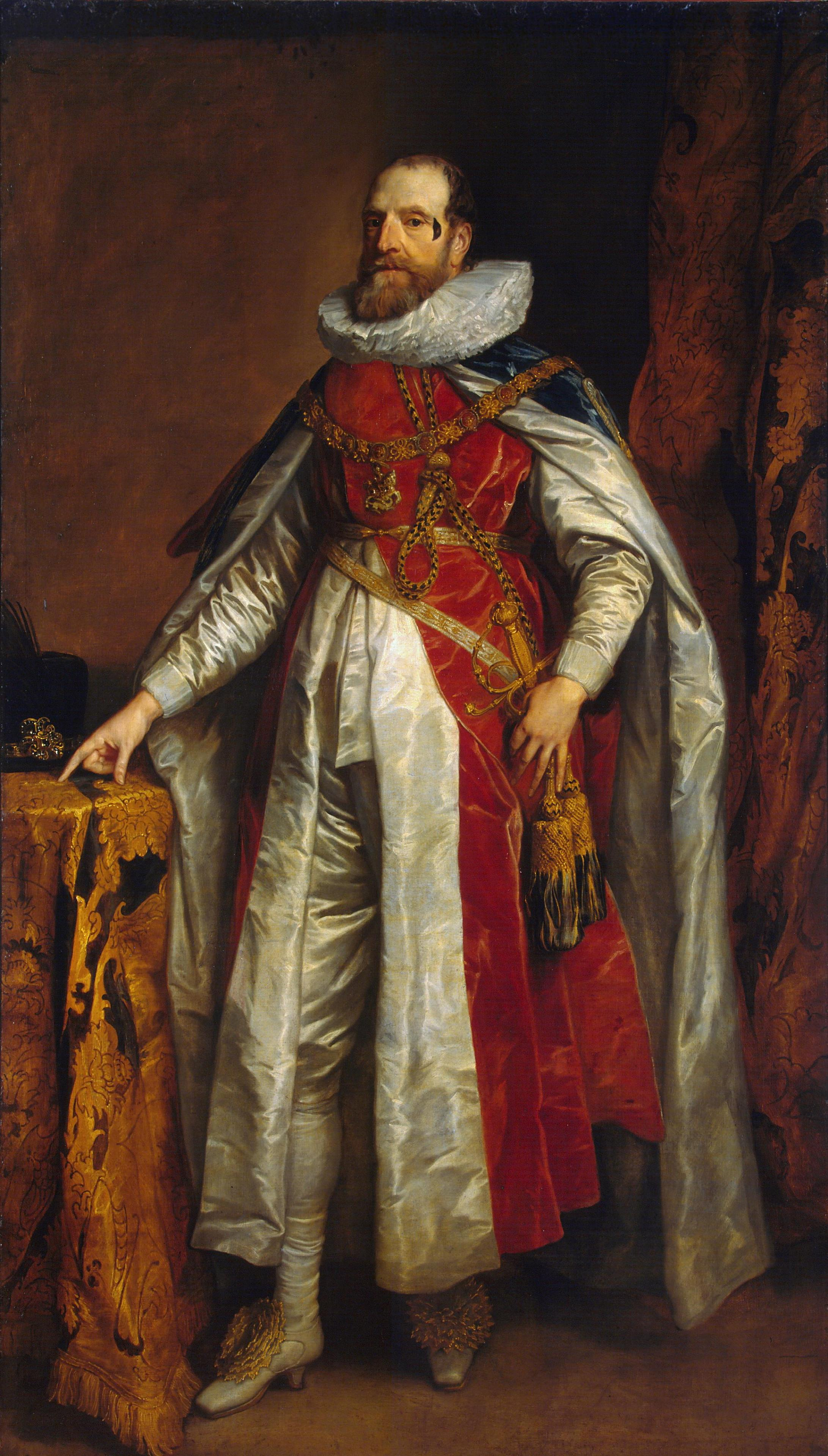
Henry Danvers, premier comte de Danby et fondateur du jardin botanique

En 1621, Henry Danvers, premier comte de Danby, fait don de la somme (alors astronomique) de cinq mille livres pour la création d'un jardin médicinal (le Physic Garden), originellement placé sous l'égide de la Faculté de médecine. Il choisit un site sur les berges de la rivière Cherwell, dans le coin nord-est du pré de Christ Church (en), appartenant au Magdalen College et qui a auparavant constitué un cimetière juif jusqu'à l'expulsion des Juifs d'Oxford (et du reste de l'Angleterre) en 1290. Quatre mille charretées de « boue et de lisier » sont nécessaires pour surélever le terrain au-dessus du lit d'inondation de la Cherwell. Les années suivantes voient la construction des murs et des arcades, lesquelles sont bâties au début des années 1630 par Nicholas Stone (en), maître-maçon d'Inigo Jones. À elle seule, l'érection des murs engloutit la quasi-totalité des cinq mille livres d'origine, laissant relativement peu d'argent pour les plantes elles-mêmes.
Malgré cela, le jardin compte tout de même 1300 plantes et arbres en 1648, d'après le catalogue du premier directeur Jacob Bobart l'Ancien (en), en poste à partir de 1642 : parmi ces arbres, on compte notamment des poiriers plantés par Henry Danvers et dont le bois sera par la suite utilisé dans la fabrication du siège destiné au titulaire de la chaire de botanique. À la mort de Jacob Bobart l'Ancien en 1679, son fils Jacob Bobart le Jeune (en), également professeur de botanique, lui succède à la direction du jardin. Il est notamment responsable de l'introduction à Oxford de Senecio squalidus, une plante originaire de l'Etna et aujourd'hui répandue dans toute l'Angleterre sous le nom d'Oxford ragwort.
Au XVIIIe siècle, le botaniste Humphrey Sibthorp entame le Catalogus Plantarum Horti Botanici Oxoniensis (Catalogue des plantes du jardin botanique d'Oxford). Ce travail est poursuivi après sa mort par son fils John Sibthorp, qui enrichit par ailleurs les collections de plantes rapportées de ses voyages.

## Organisation
Le jardin se compose de trois parties :
- Le jardin clos (walled garden), entouré des constructions originelles du XVIIe siècle et abritant le plus vieil arbre des lieux, un if commun planté par Jacob Bobart l'Ancien en 1645[9] ;
- Les serres (glasshouses), qui permettent la culture de plantes nécessitant une protection contre les rigueurs du climat britannique ;
- Le jardin inférieur (lower garden).

À cela, il faut ajouter l'arboretum de Harcourt, un site satellite situé à 9,7 km au sud d'Oxford, acquis par l'Université en 1947.

## Porte de Danby

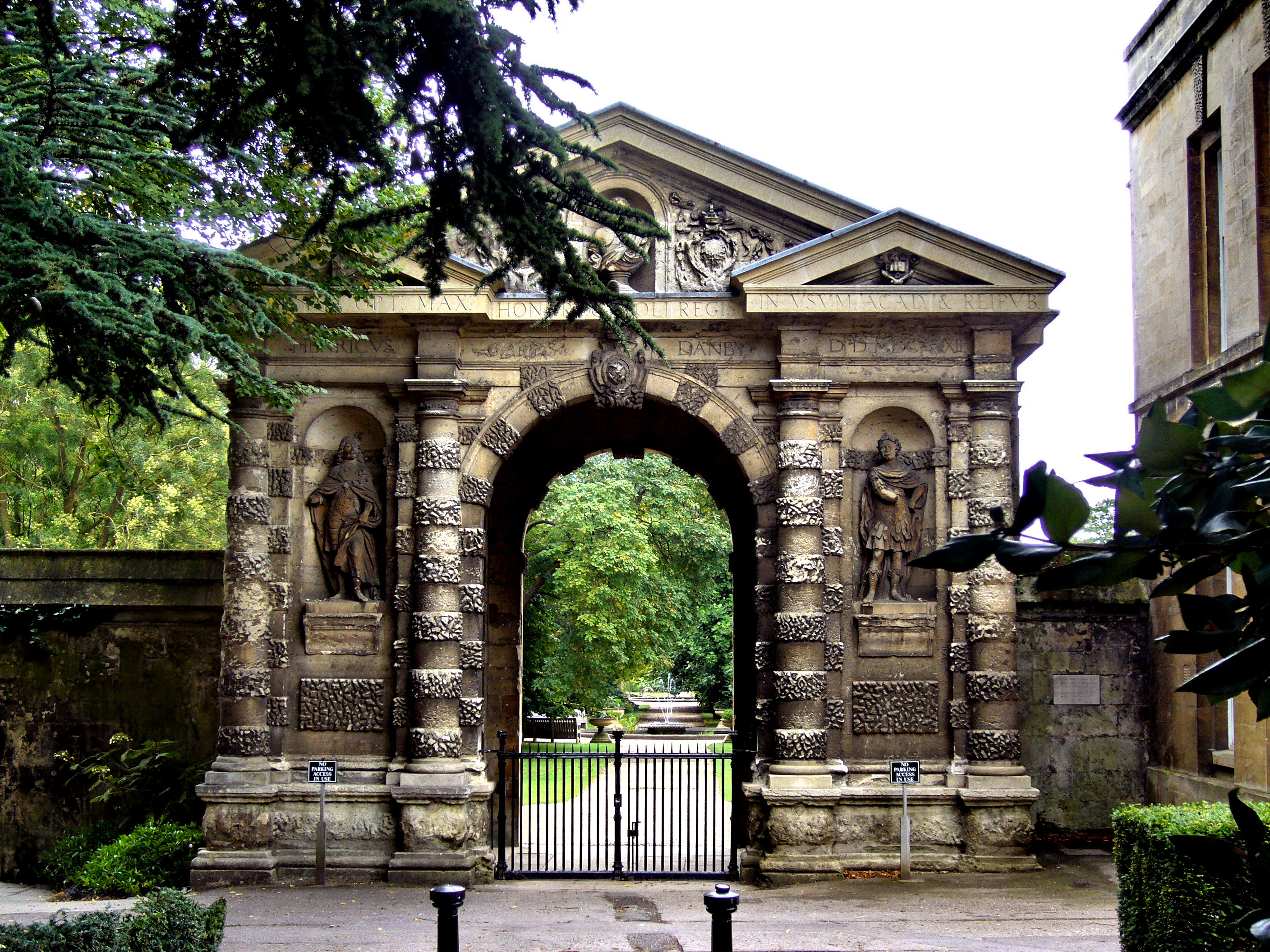
Porte de Danby, entrée principale du jardin botanique

La porte de Danby (Danby Gateway) est l'une des trois entrées du jardin botanique imaginées par Nicholas Stone entre 1632 et 1633. Il s'agit de l'une des structures oxoniennes les plus précoces à relever du style classique (c'est-à-dire de l'architecture baroque), précédant en cela le porche de l'église universitaire Sainte-Marie-la-Vierge de 1637 (également conçu par Stone) et le cloître de Canterbury à Saint John's College, qui date de la même époque. Pour concevoir cette arche richement ornée, Stone s'affranchit du sobre style palladien alors en vogue (d'origine italienne, ce style vient alors d'être introduit en Angleterre par Inigo Jones), et s'inspire d'une illustration du traité d'architecture de Sebastiano Serlio.
La porte est formée de trois travées, chacune étant surmonté d'un fronton. La travée la plus grande et centrale, qui contient l'arc segmenté, est en retrait, ce qui conduit son fronton, plus grand, à être partiellement dissimulé par les deux frontons plus petits des deux travées latérales en saillie.
La maçonnerie est richement décorée ; elle consiste en bandes alternatives de bossage vermiculé et de pierre de taille unie. Les frontons des travées latérales semblent soutenus par des colonnes circulaires dont les niches contiennent des statues de Charles Ier et de Charles II dans une pose classique. Le tympan du fronton central contient une niche segmentée abritant un buste du comte de Danby. Il s'agit d'un monument classé de grade I.

## Jardin clos

### Plates-bandes taxonomiques (taxonomic beds)

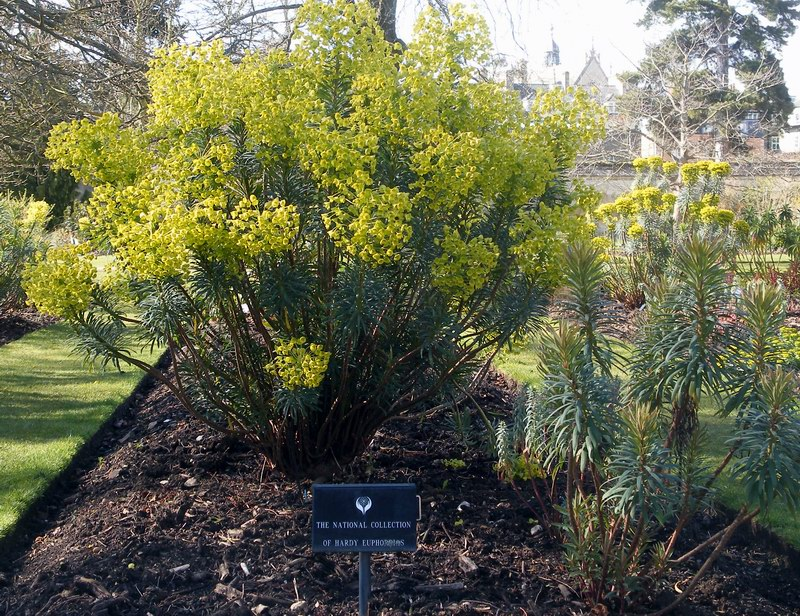
Collection nationale d'euphorbes

La collection centrale de plantes rustiques est regroupée par familles botaniques dans des plates-bandes étroites et allongées, et ordonnée d'après le système de classification mis au point au XIXe siècle par les botanistes George Bentham et Joseph Dalton Hooker (le jardin est toutefois en cours de réorganisation pour se conformer à la classification APG actuellement utilisée en botanique). Parmi les familles représentées dans le jardin, on compte les Acanthacées, les Amaranthacées, les Amaryllidacées, les Apocynacées, les Aracées, les Aristolochiacées, les Berbéridacées, les Boraginacées, les Campanulacées, les Caryophyllacées, les Chénopodiacées, les Cistacées, les Commélinacées, les Composées, les Convolvulacées, les Crassulacées, les Crucifères, les Cypéracées, les Dioscoréacées, les Dipsacacées, les Euphorbiacées, les Gentianacées, les Géraniacées, les Graminées, les Hypéricacées, les Iridacées, les Joncacées, les Labiées, les Légumineuses, les Liliacées, les Linacées, les Loasacées, les Lythracées, les Malvacées, les Ombellifères, les Onagracées, les Péoniacées, les Papavéracées, les Phytolaccacées, les Plantaginacées, les Plombaginacées, les Polémoniacées, les Polygonacées, les Portulacacées, les Primulacées, les Renonculacées, les Rosacées, les Rubiacées, les Rutacées, les Saxifragacées, les Solanacées, les Urticacées, les Verbénacées ou encore les Violacées.
En 1983, le NCCPG (en), une organisation britannique de protection de la flore, a choisi le jardin botanique d'Oxford pour abriter la collection nationale d'euphorbes. L'une des plantes les plus rares de la collection est Euphorbia stygiana, originaire des Açores. Le jardin s'attache à propager cette espèce le plus rapidement possible afin d'éviter son extinction.

### Plates-bandes médicinales (medicinal beds)

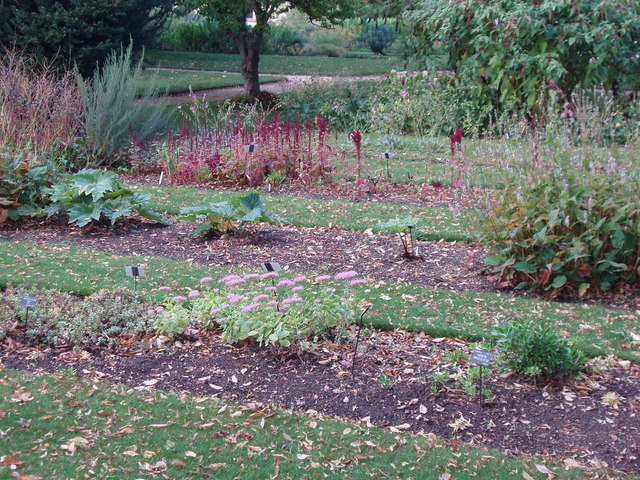
Plates-bandes du jardin botanique

Le coin sud-est du jardin botanique abrite une collection moderne de plantes médicinales. Elles sont réparties en huit plates-bandes, chacune étant liée au traitement d'une maladie ou affection particulière. Les plates-bandes sont ainsi dédiées à :
- La cardiologie (étude du cœur) ;
- L'oncologie (étude du cancer et de la prolifération des cellules) ;
- Les maladies infectieuses (dues à un virus ou à un parasite) ;
- La gastro-entérologie (étude du système digestif et du métabolisme) ;
- La dermatologie (étude de la peau) ;
- L'hématologie (étude du sang) ;
- La neurologie (étude du système nerveux, avec notamment des applications en anesthésie) ;
- La pneumologie (étude des poumons et du système respiratoire).

Les plantes qui poussent sur ces plates-bandes contiennent divers composés naturels et appartiennent à au moins une des trois catégories suivantes :
- Plantes directement utilisables comme médicaments ;
- Plantes sécrétant des substances qui, modifiées, permettent de synthétiser un médicament ;
- Plantes constituant le point de départ d'un programme de recherche pharmaceutique.

### Iris barbus (bearded irises)

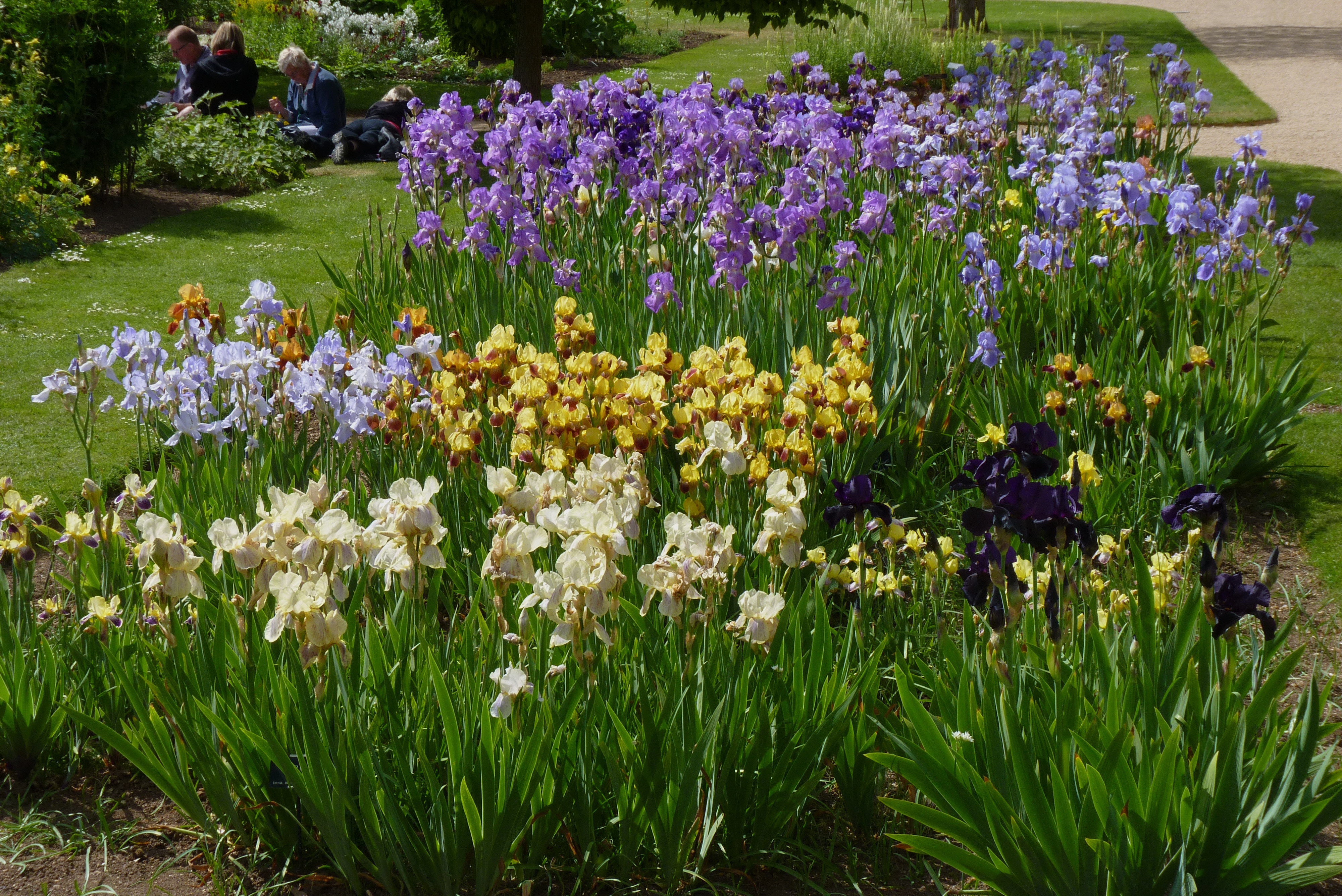
Peuplement d'iris dans le jardin botanique

Une plate-bande du coin nord-est du jardin voit fleurir chaque année un ensemble d'iris barbus au mois de mai, dont des représentants des variétés « Eileen » et « Golden Encore ». Certaines variétés cultivées dans ce jardin ne poussent nulle part ailleurs.

### Bordures murales (wall borders)
Les bordures au pied des murs abritent des collections qui s'épanouissent dans le microclimat des lieux. Une grande partie de ces collections sont regroupées par provenance géographique. Près du mur nord, la collection méditerranéenne contient entre autres des euphorbes de Corse, tandis que dans la collection sud-américaine s'épanouit le goyavier du Brésil. La collection sud-africaine de la bordure nord-est, quant à elle, compte dans ses rangs le Kniphofia caulescens.
D'autres bordures murales contiennent des plantes issus de zones critiques de biodiversité, comme le Japon ou la Nouvelle-Zélande. Ces zones abritent de nombreuses espèces endémiques, mais font face à d'importantes menaces sur leur richesse végétale. Plus de 50 % des espèces végétales poussent dans ces zones critiques, qui, prises ensemble, couvrent seulement 2,3 % des terres émergées de la planète.

## Serres

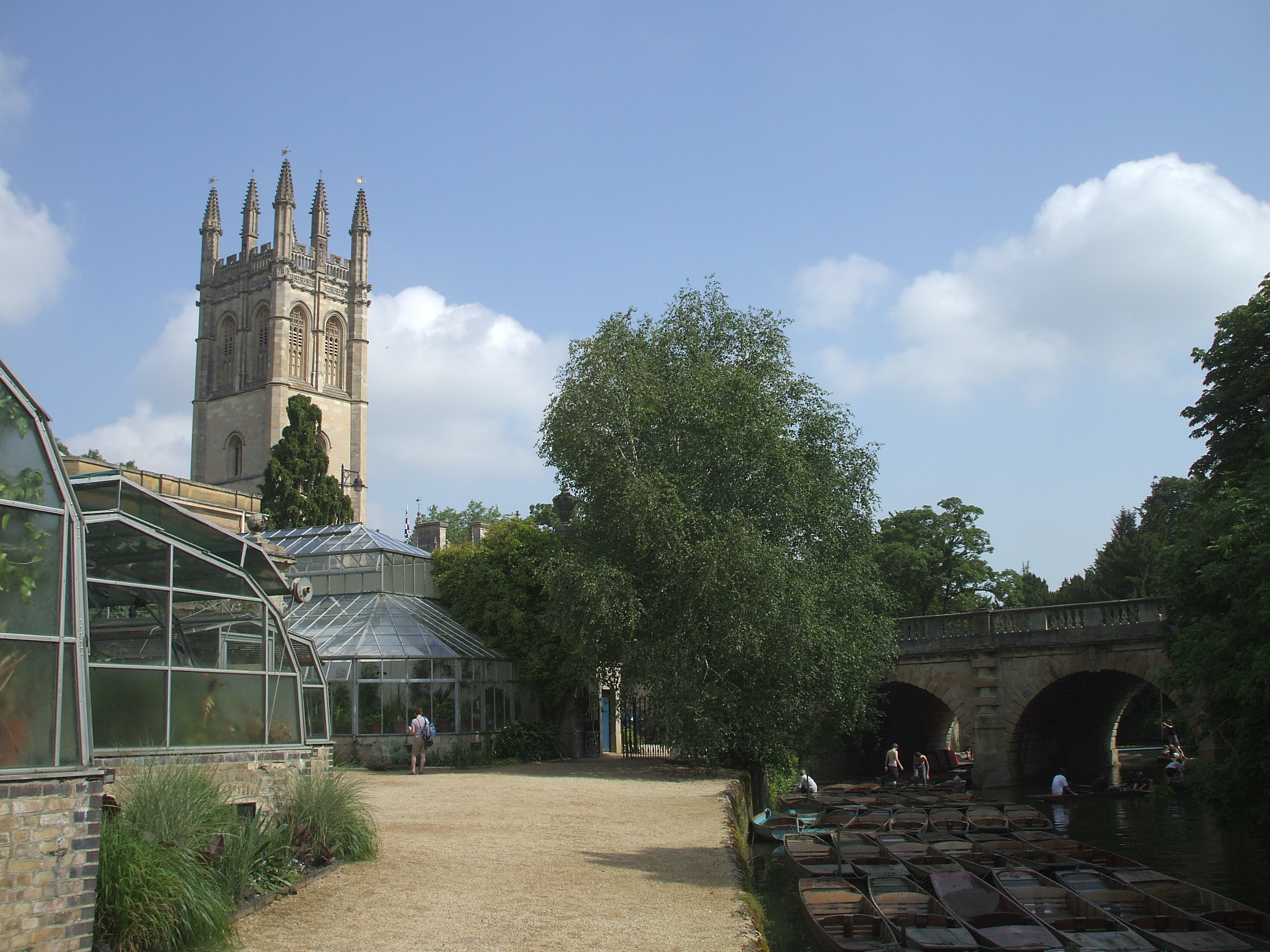
Serres du jardin botanique, avec vue sur la tour du Magdalen College à l'arrière-plan

### Conservatoire (conservatory)
La serre est une réplique en aluminium de la structure originale en bois de 1893, et abrite différentes espèces de fleurs, dont des primevères, des abutilons, des fuchsias et des achimènes. Des expositions temporaires prennent place au centre du bâtiment.

### Serre alpine (alpine house)
Les plantes qui ne peuvent atteindre leur plein développement en extérieur sont exposées dans cette serre. Les présentoirs sont régulièrement changés, de telle sorte qu'il y ait toujours des espèces en cours de floraison.

### Fougeraie (fernery)
Une collection de fougères du monde entier sont cultivées dans cette serre, dont la fougère corne d'élan (une fougère épiphyte australasienne), le Lygodium japonicum (une fougère grimpante) ou encore le trichomanès remarquable (une hyménophyllacée présente en Grande-Bretagne et en France).

### Serre aux nénuphars (water lily house)

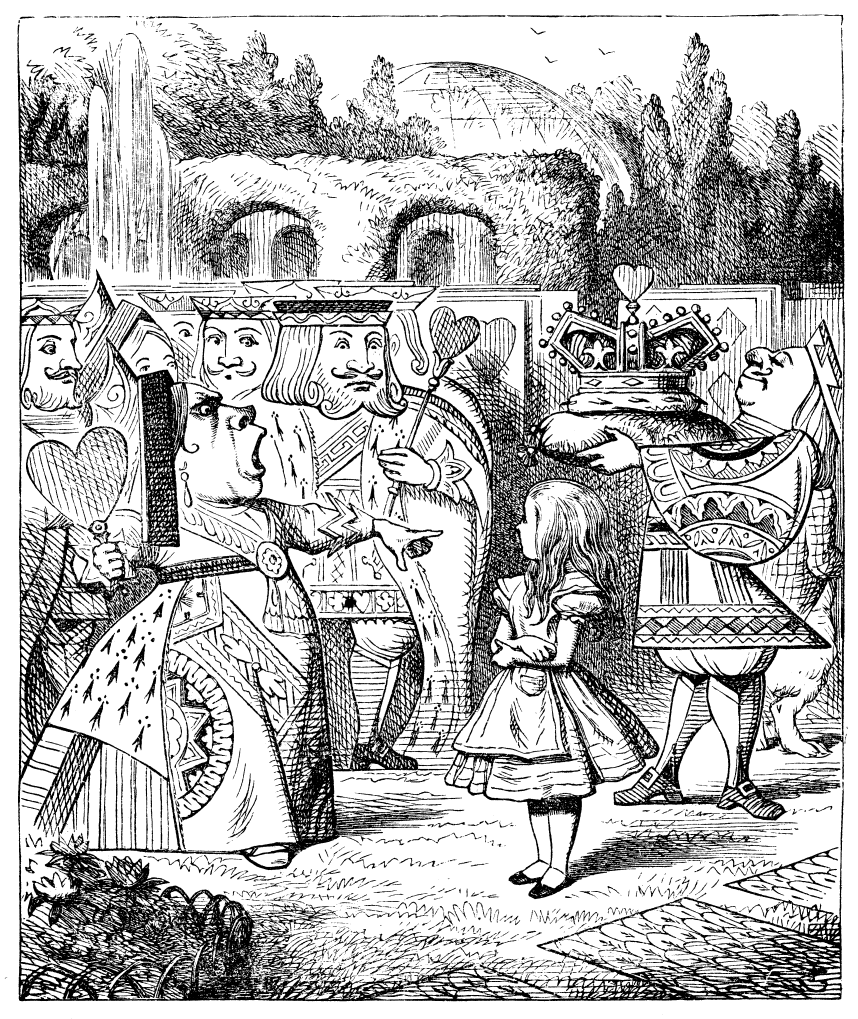
Illustration dAlice au pays des merveilles par John Tenniel, montrant la serre aux nénuphars du jardin botanique à l'arrière-plan

Le bassin de la serre aux nénuphars, creusé en 1851 par le botaniste Charles Daubeny, alors directeur du jardin, est la plus ancienne partie des serres ayant survécu jusqu'à nos jours. Des nénuphars tropicaux, dont l'hybride Nymphaea x daubenyana nommé en l'honneur de Daubeny, y poussent dans des compartiments du bassin. La serre abrite aussi des plantes d'intérêt économique comme le bananier, la canne à sucre, le riz et le papyrus, originaire des berges des cours d'eau du Moyen-Orient. Dans la partie haute de la serre fleurit l'allamanda jaune.

### Serre aux plantes carnivores (carnivorous plant house)
Cette serre abrite une collection de plantes carnivores. Le régime carnivore est apparu à plusieurs reprises au cours de l'évolution végétale, et cette collection montre les nombreux mécanismes développés par les plantes pour piéger les insectes. Certains pièges sont passifs, comme les feuilles gluantes des grassettes, tandis que d'autres, comme celui de la dionée attrape-mouches, entrent en mouvement lorsqu'ils sont déclenchés par le passage d'un insecte à leur surface.

### Serre aux palmiers (palm house)
Cette serre, la plus grande du jardin, abrite des palmiers et un grand nombre de plantes d'intérêt économique dont le poivrier noir, la patate douce, le papayer, l'olivier, le caféier, le gingembre, le cocotier, le cacaoyer, le cotonnier, l'éléis et plusieurs espèces d'agrumes. Il y pousse également des cycadopsides, qui, malgré leur apparence proche de celle des palmiers, n'y sont pas apparentés. Par ailleurs, plusieurs collections à but éducatif sont présentées : elles comportent notamment des Acanthacées, dont l'arbuste mexicain Justicia brandegeeana (en), des Gesnériacées, et un grand nombre d'espèces de bégonias.

### Serre aride (arid house)
Les plantes de cette serre, originaires de zones arides, illustrent les différentes manières dont les espèces végétales optimisent leur consommation d'eau. De nombreuses espèces de cactus et de plantes succulentes sont présentées, montrant leurs diverses tactiques pour réduire les pertes d'eau au sein d'un environnement hostile.

## Jardin inférieur

### Jardin de rocaille (rock garden)
Mis en place en 1926, puis réaménagé entre 1997 et 1999, le jardin de rocaille a nécessité pour sa construction 125 tonnes de grès qui furent extraites d'une carrière locale située à une dizaine de kilomètres à l'ouest d'Oxford. Outre des perce-neige et des tulipes, on peut y admirer une partie de la collection d'euphorbes, avec des espèces comme Euphorbia rigida (en), Euphorbia myrsinites ou Euphorbia spinosa (sv), ainsi que d'autres plantes vivaces comme Acanthus dioscoridis, Tropaeolum polyphyllum (en) ou Dierama pulcherrimum (en).

### Jardin humide (bog garden)

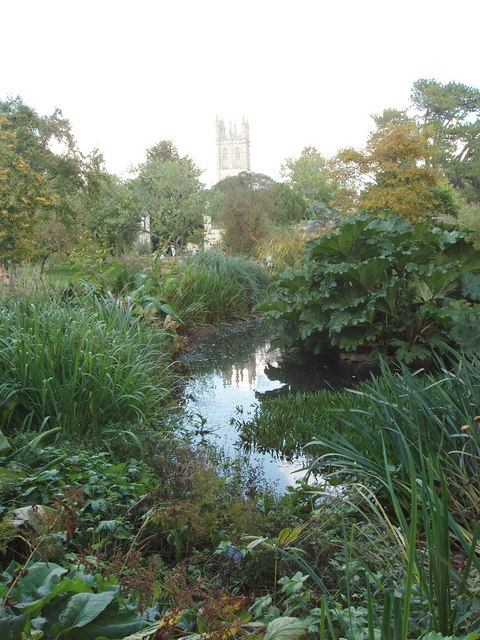
Étang du jardin botanique

Situé dans la partie la plus basse du jardin botanique, le jardin humide abrite des plantes locales et exotiques ayant besoin d'humidité pour croître. Y poussent notamment le trèfle d'eau, la gunnère du Brésil, l'iris de Sibérie, le darmera pelté ou encore le populage des marais, ainsi que des espèces des genres Rheum, Rodgersia, Ligularia et Hosta.

### Bordure herbacée (herbaceous border)
Initialement aménagé en 1946, cet ensemble est un exemple typique de la bordure herbacée anglaise traditionnelle. Contrairement à d'autres zones du jardin, cette bordure est entièrement composée de plantes vivaces, choisies pour fleurir de manière échelonnée d'avril à octobre : on y trouve ainsi des tulipes, des pivoines, des lupins, des phlox ou encore des asters. Les plantes les plus hautes sont habituellement en retrait, bien qu'elles puissent parfois être disposées à l'avant pour briser la formalité de la bordure.

### Bordure automnale (autumn border)
La bordure automnale s'étend le long de la limite séparant le jardin et le pré de Christ Church (en). Elle est conçue de manière à arborer une diversité maximale de couleurs en septembre-octobre, au moyen à la fois de plantes à fleurs comme le dahlia, le canna, la sauge, le ricin commun ou le soleil du Mexique, et d'arbustes au vif feuillage automnal tel le fustet.

### Bordures de Merton (Merton borders)

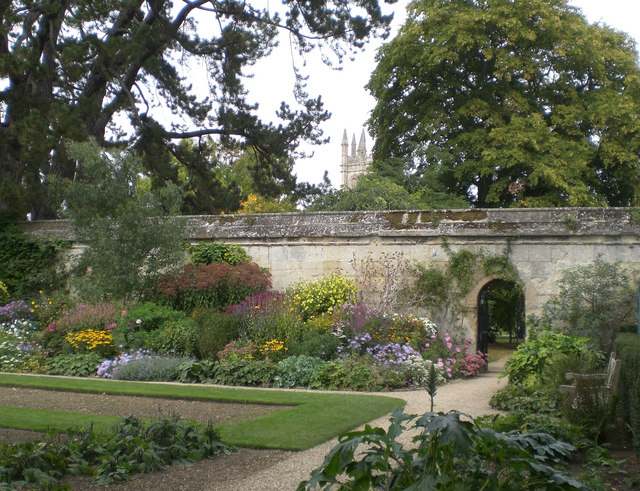
Bordure florale du jardin

S'étendant sur 955 m², ce qui en fait le plus vaste ensemble du jardin, les bordures de Merton sont pensées pour offrir la plus grande durabilité possible : les plantes sont à 85 % issues de graines semées directement dans le sol, et non replantées à partir de pots en plastique, et sont sélectionnées parmi la flore de régions sèches d'Eurasie (campanules de Perse, férules communes, gaillets jaunes, œillets des chartreux…), d'Afrique du Sud (agapanthes, crocosmias, immortelles, fuchsias du Cap…) et des États-Unis (penstémons, échinacées, rudbeckias, silphies…) pour résister aux vagues de chaleur estivales tout en minimisant l'arrosage et l'irrigation. Par ailleurs, ces plantations offrent une grande quantité de nectar aux pollinisateurs et, en période de décomposition post-automnale, un habitat à de nombreuses espèces d'oiseaux et de mammifères.

## Dans la littérature

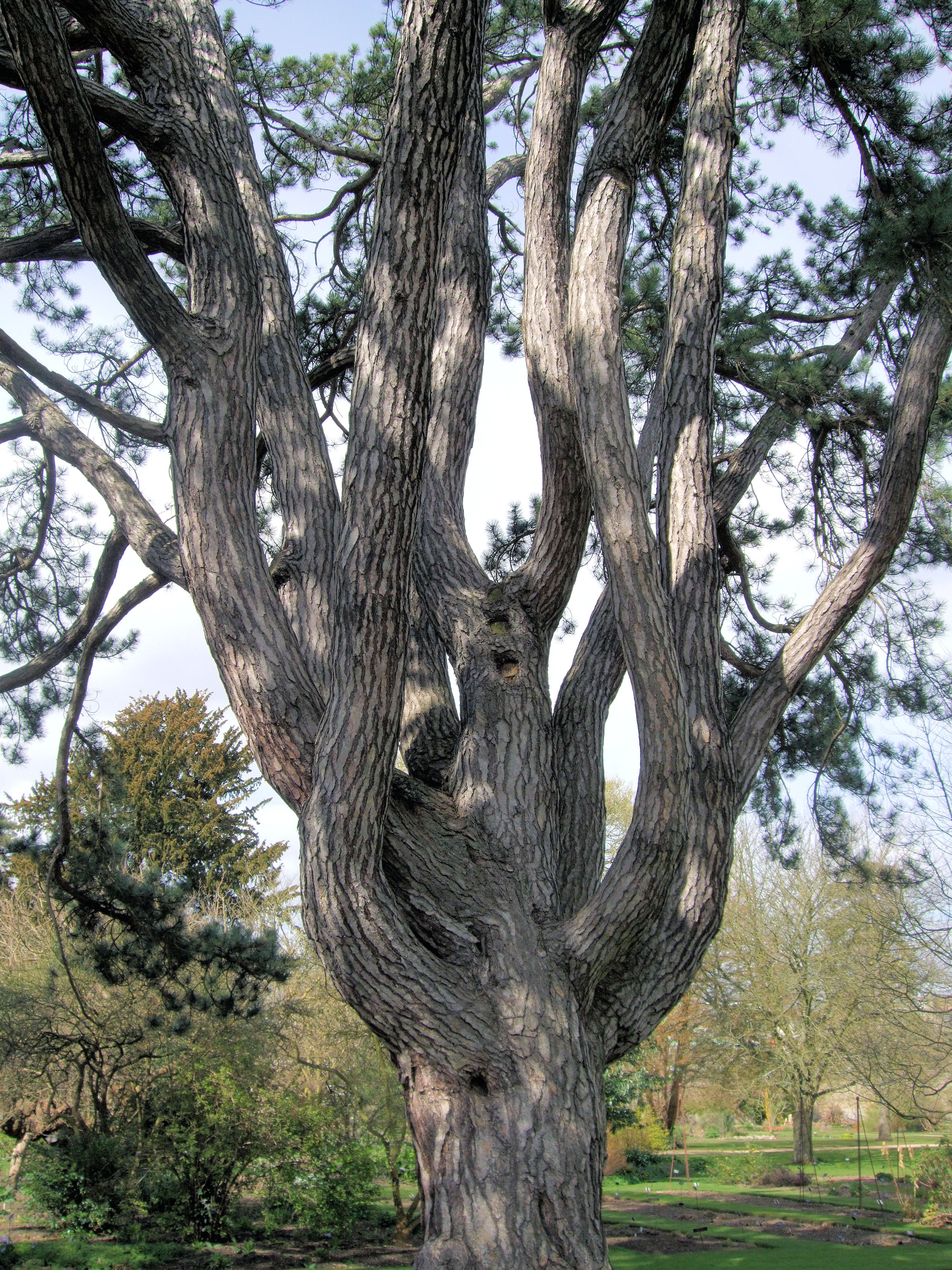
Pin noir de J. R. R. Tolkien en 2009

Le jardin botanique d'Oxford était fréquemment visité dans les années 1860 par le professeur de mathématiques Lewis Carroll et les enfants Liddell, Alice et ses sœurs. À l'instar d'un grand nombre de lieux et d'habitants d'Oxford, il inspira Carroll dans son écriture des Aventures d'Alice au pays des merveilles. La serre aux nénuphars peut être aperçue à l'arrière-plan de l'une des illustrations de John Tenniel montrant la partie de croquet de la Reine de cœur.

Un autre auteur-professeur d'Oxford, J. R. R. Tolkien, avait coutume de se reposer au pied de l'un des arbres du jardin, un pin noir planté (selon la tradition) par John Sibthorp en 1799. Cet arbre pourrait avoir inspiré Tolkien dans la création des Ents, créatures semblables à des arbres mobiles et parlants apparaissant dans Le Seigneur des anneaux. En 2014, les équipes du jardin ont cependant dû prendre la difficile décision d'abattre le pin après des chutes de branches menaçant la sécurité des visiteurs,.

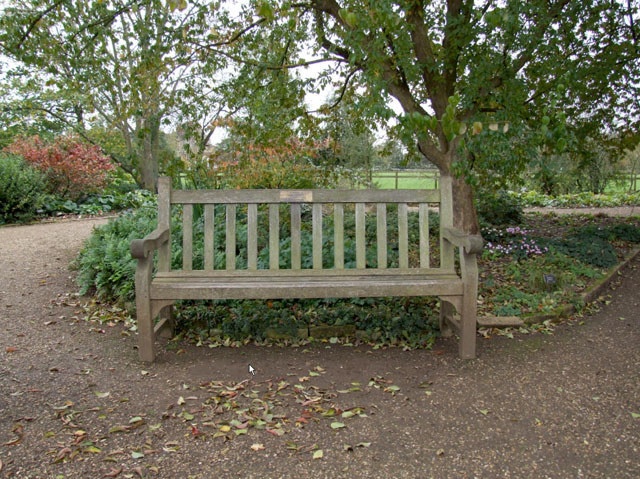
Banc de Lyra et Will en 2008

Dans le premier chapitre du roman Retour à Brideshead d'Evelyn Waugh, Lord Sebastian Flyte emmène Charles Rider « voir le lierre » (« to see the ivy ») au jardin botanique peu après leur première rencontre.
Dans la trilogie À la croisée des mondes de Philip Pullman, un banc de bois dans le jardin inférieur existe dans les deux mondes parallèles des personnages principaux, Lyra Belacqua et Will Parry. Dans le dernier chapitre de la trilogie, ils se promettent d'aller s'asseoir sur ce banc chaque solstice d'été durant une heure, de telle sorte qu'ils passent un moment ensemble au même endroit même s'ils sont dans deux mondes séparés. Faisant désormais l'objet d'un tourisme littéraire de la part des amateurs de la trilogie, ce banc est reconnaissable aux graffitis du type « Lyra + Will » ou « L + W » laissés par ses visiteurs, et, depuis 2019, à la sculpture de l'artiste Julian Warren installée à proximité.